# Unrealisierte Schnellbootprojekte der Kleinkampfverbände
Unrealisierte Schnellbootprojekte der Kleinkampfverbände waren zumeist Entwürfe für kleine Schnellboote und Tragflügelboote von Hellmuth Walter, dem Leiter der Walterwerke in Kiel-Tannenberg, für die deutsche Kriegsmarine, die bei Kriegsende im Mai 1945 noch nicht über erste Planungsansätze hinausgekommen waren.
Diese waren:
| Planungsstudien             |         |         |            |                                              |                                                                |                                         |           |                                      |             |                                      |                                                                    |           |
| Bootstyp                    | Länge   | Breite  | Seitenhöhe | Tiefgang                                     | Antrieb                                                        | Leistung                                | Propeller | Geschwindigkeit                      | Fahrbereich | Primärbewaffnung                     | Eigenschutz                                                        | Besatzung |
| Typboot 1                   | 10,90 m | 2, 50 m | 1,30 m     | 1,10 m                                       | Otto-Motor                                                     | 800 PS                                  | 1         | 38 kn mit Torpedo 42 kn ohne Torpedo | 350 sm      | 2 Flugzeugtorpedos F5b (Heckausstoß) | 10× Wasserbomben 2× 13 mm MG 2× Raketenwerfer                      | 3 Mann    |
| Typboot 2                   | 13,50 m | 3,00 m  | 1,60 m     | 1,20 m                                       | 1× Marsch-Otto-Motor 1× Haupt-Otto-Motor                       | 200 PS 800 PS                           | 1         | 38 kn mit Torpedo 42 kn ohne Torpedo | 350 sm      | 2 Flugzeugtorpedos F5b (Heckausstoß) | 11× Wasserbomben 1× 13 mm MG 1× Raketenwerfer                      | 5–6 Mann  |
| Typboot 3                   | 11,50 m | 2,60 m  | 1,50 m     | 1,10 m                                       | Otto-Motor                                                     | 1.200 PS                                | 1         | 47 kn mit Torpedo 50 kn ohne Torpedo | 500 sm      | 2 Flugzeugtorpedos F5b (Heckausstoß) | 10× Wasserbomben 1× 13 mm MG 5× Raketenwerfer                      | 5 Mann    |
| Typboot 4                   | 14,20 m | 3,00 m  | 1,80 m     | 1,20 m                                       | 1× Marsch-Otto-Motor 2× Haupt-Otto-Motoren                     | 200 PS 1.600 PS (je 800 PS)             | 2         | 47 kn mit Torpedo 50 kn ohne Torpedo | 500 sm      | 2 Flugzeugtorpedos F5b (Heckausstoß) | 10× Wasserbomben 1× 13 mm MG 1× 20 mm MG 4× Raketenwerfer          | 6–8 Mann  |
| Typboot 5 (Tragflügelboot)  | 15,00 m | 3,00 m  | 1,80 m     | 3,10 m (Ruhezustand) 0,90 m (Schwebezustand) | 1× Marsch-Otto-Motor 2× Haupt-Otto-Motoren                     | 600 PS 1.600 PS (je 800 PS)             | 3         | 50 kn mit Torpedo 55 kn ohne Torpedo | unbekannt   | 2 Flugzeugtorpedos F5b (Heckausstoß) | 10× Wasserbomben 1× 13 mm MG 1× 20 mm MG-Vierling 5× Raketenwerfer | 6–8 Mann  |
| Typboot 5b (Tragflügelboot) | 15,00 m | 3,00 m  | 1,80 m     | 3,10 m (Ruhezustand) 0,90 m (Schwebezustand) | 1× Marsch-Otto-Motor 2× Haupt-Otto-Motoren 2× Strahltriebwerke | 600 PS 1.600 PS (je 800 PS) je 1.450 kp | 3         | 57 kn mit Torpedo 60 kn ohne Torpedo | unbekannt   | 2 Flugzeugtorpedos F5b (Heckausstoß) | 10× Wasserbomben 1× 13 mm MG 1× 20 mm MG-Vierling 5× Raketenwerfer | 6–8 Mann  |
| ohne                        | 16,00 m | 3,40 m  | 1,80 m     | 1,2 m                                        | 1× Marsch-Otto-Motor 2× Haupt-Otto-Motoren                     | 750 PS 2.400 PS (je 1.200 PS)           | 3         | 47 kn mit Torpedo 50 kn ohne Torpedo | 300 sm      | 2 Flugzeugtorpedos F5b (Heckausstoß) | 12× Wasserbomben 2× 20 mm Drillings-MG 5× Raketenwerfer            | 8 Mann    |